# La Poste (Francia)

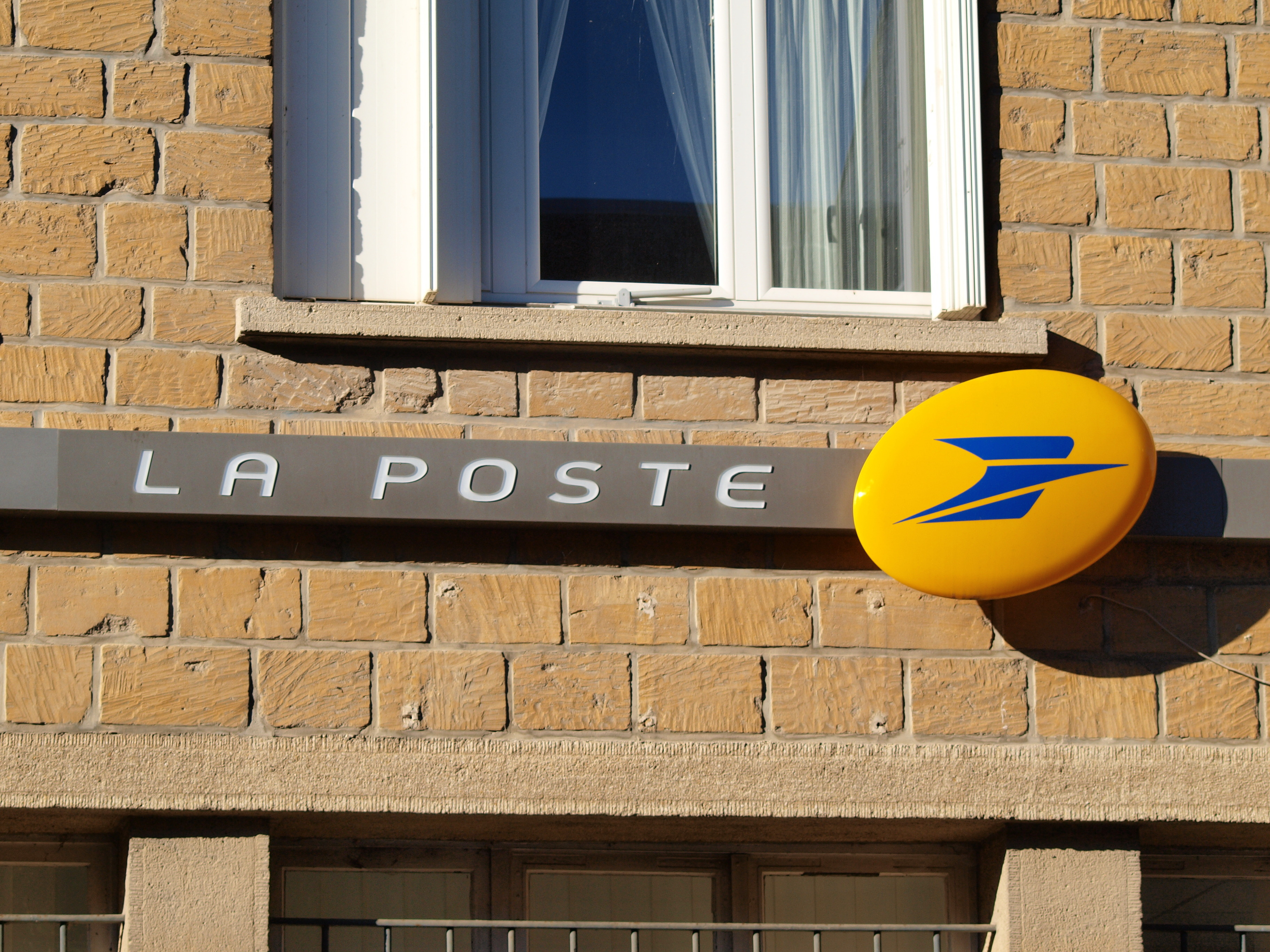
Oficina de Le Chesne (Ardenas, Francia)

La Poste es una sociedad anónima francesa principalmente presente como operador de servicios postales (correo, paquetería y envíos exprés), servicios bancarios y de seguros, operador de telefonía móvil, proveedor de servicios digitales y soluciones comerciales, comercio electrónico (marketing, logística) y recopilación y venta de datos. La Poste es propiedad de la Caisse des dépôts et consignations y del Estado francés. La Poste y todas sus filiales agrupadas forman el Grupo La Poste.

## Historia

### Antes de 1991

#### Artículo detallado: Correos, telégrafos y teléfonos (Francia).
La Poste fue creada por Luis XI en 1477 para transportar los mensajes reales y, sobre todo, las mensajerías reales creadas en 1576, autorizadas a transportar el correo personal.
Los orígenes de la administración postal en Francia se remontan a principios del siglo XVII. Francia, con la creación primero de la granja postal general y luego de la «oficina postal de cartas», dirigida por el superintendente general de correos. En aquella época, el porte corría a cargo del destinatario.
Durante la Revolución y de la supresión de las oficinas reales, incluida la de la «Granja general de correos» dirigida por un Superintendente General, los correos se convirtieron en un servicio repartido por todo el país de unos 1,400 «puestos de relevo» con 16,000 caballos que servían de enlace entre los puestos de relevo.
Los primeros pedidos postales, destinados a enviar dinero en efectivo a particulares, sobre todo en comunidades rurales, se crearon en 1816.
A partir de 1849 aparecen en Francia los primeros sellos postales, que trasladan la carga del franqueo al remitente de la carta.
El servicio postal, inicialmente organizado por el Estado para su comunicación interna y la transmisión de órdenes e informes entre los distintos niveles de su administración, se transformó para hacerse accesible a todos los habitantes.
En 1879, la administración de correos y la administración de telégrafos, apareciendo después de 1845, se fusionan para formar la administración de correos y telégrafos. Los Correos, Telégrafos y Teléfonos (PTT) se convirtieron entonces en un ministerio de pleno derecho.
La ley del 31 de enero de 1918 creó el servicio de Cuenta de Cheques Postales (CCP). Debido a la Primera Guerra Mundial, el servicio era muy limitado y sólo había 3 centros de gestión. El servicio no estaba disponible en las zonas ocupadas por los alemanes, es decir, más de 10 departamentos del Este y del Norte. Este servicio fue el antecesor del Banco Postal, creado el 1 de enero de 2006.
En 1941, el gobierno de Vichy fusionó el Departamento de Operaciones Telegráficas con el Departamento de Operaciones Telefónicas, que se convirtió entonces en el Departamento de Telecomunicaciones.
El 10 de mayo de 1946, un decreto crea dos direcciones generales: la Dirección General de Telecomunicaciones (DGT) y la Dirección General de Correos (DGC).
En diciembre de 1962, la «Secretaría de Papá Noel» abrió sus puertas por primera vez, con la ayuda de los trabajadores de correos y la participación activa de Françoise Dolto, hermana del Ministro de CCT, Jacques Marette.
El 15 de junio de 1970, Yves Guéna, Ministro de Correos y Telecomunicaciones, inaugura la imprenta de estampillas (convertida en Philaposte en 2006) en la zona industrial de Boulazac, cerca de Périgueux.
En 1975, se introdujo una tarjeta de jubilación de efectivo para los titulares de cuentas de cheques postales, para que ya no tuvieran que hacer cola en las ventanillas de correos. Esta tarjeta, llamada CARTE 24/24, se enviaba gratuitamente y en 1975 sólo estaba disponible en unos 660 cajeros de la red postal.
El servicio postal TGV comenzó a funcionar en 1984 entre París y Lyon y, posteriormente, entre París y Marsella. Este servicio se interrumpió el 27 de junio de 2015 por no considerarse rentable, dado el continuo descenso del tráfico postal y la competencia del transporte por carretera.
En 1985 se empezó a distribuir la tarjeta de crédito nacional cuando La Poste aceptó unirse al consorcio de tarjetas bancarias. Un año más tarde, La Poste empezó a distribuir tarjetas Visa de varios niveles
La Dirección General de Telecomunicaciones coge el nombre de France Télécom en 1988 (luego Orange el 1 de julio de 2013).
La reforma de la PTT de 1990, decidida por el Gobierno de Michel Rocard, separó La Poste y France Télécom y las transformó en «operadores públicos». La Poste se convirtió en una empresa pública autónoma el 1 de enero de 1991.

### Desde 1991
La década de 1990 y, sobre todo, la 2000 se caracterizaron por un descenso constante de los volúmenes de correo, en un contexto de apertura de los mercados postales a la competencia, en aplicación de las dos primeras directivas europeas sobre actividades postales de 1998 y 2002. Tras su entrada en vigor, la competencia abrió primero en 1999 para las cartas de más de 350 gramos, y después para las cartas de más de 100 gramos en 2003. Como consecuencia, La Poste fue perdiendo progresivamente su monopolio de reparto y distribución del correo en Francia hasta que todo el mercado postal se abrió a la competencia y su estatuto cambió en 2010.
Desde la década de 2000, La Poste se ha diversificado, ofreciendo servicios bancarios y de crédito a través del Banco Postal, creado el 1 de enero de 2006. El banco postal nació de la transformación de los antiguos centros de cheques postales (CCP), que existían desde hacía 88 años. En 2007, El Banco Postal empezó a ofrecer créditos al consumo y, en 2011, financiación para personas jurídicas

## Dirección del grupo

### Comité ejecutivo
El comité ejecutivo está compuesto, particularmente, por el presidente, un director general y directores generales adjuntos que son también directores generales de las principales filiales y sucursales del grupo. Desde septiembre de 2013, Philippe Wahl desempeña la doble función de presidente y director general.

#### Presidencia
La presidencia de La Poste es nombrada por decreto en el consejo de ministros, a propuesta del consejo de administración de La Poste.
- Yves Cousquer : diciembre de 1990-diciembre de 1993
- André Darrigrand : diciembre de 1993-diciembre de 1996
- Claude Bourmaud : diciembre de 1996-diciembre de 2000
- Martín Vial : diciembre de 2000-septiembre de 2002
- Jean-Paul Bailly : septiembre de 2002-julio de 2013
- Philip Wahl : director general desde septiembre de 2013

#### Dirección general
La dirección general de La Poste asiste a la presidencia del Grupo La Poste, por quien es nombrado.
- Fernand Vieilledent ( enero de 1991-diciembre de 1993 )
- Claude Bourmaud ( diciembre de 1993-diciembre de 1996 )
- Claude Viet ( diciembre de 1996-noviembre de 1997 )
- Martín Vial ( noviembre de 1997 – diciembre de 2000 )
- Daniel Caille ( abril de 2001-abril de 2002 )
- Georges Lefebvre - Delegado general ( abril de 2002 - 2012)
- Philip Wahl : Director general desde septiembre de 2013

### Consejo de administración

#### Responsabilidades principales
Las principales responsabilidades del consejo de administración son : la definición de las orientaciones estratégicas del Grupo, el resumen de las cuentas anuales y semestrales y la autorización de operaciones de crecimiento externo y de cesión, los programas de inversiones importantes, las condiciones de participación del personal, etc.

#### Composición del consejo de administración
El consejo de administración de La Poste está compuesto por 21 miembros :
- un director general ;
- ocho representantes del Estado ;
- tres representantes de la Caisse des Dépôts et Consignations ;
- dos administradores nombrados por decreto ;
- siete representantes de los trabajadores ;
- cuatro comisionados del gobierno.

##### Presidencia del consejo de administración
El 20 de enero de 2016, a propuesta del ministro de economía, industria y tecnología digital, Philippe Wahl, director general del grupo La Poste, fue nombrado presidente del consejo de administración de La Poste por cinco años.

## Datos financieros
En 2022, el grupo alcanzó una cifra de negocios de 35 392 millones de euros. El resultado operativo consolidado del grupo alcanzó 1 197 millones de euros, bajo el efecto combinado de los resultados de sus actividades. El resultado neto alcanzó 1 203 millones de euros en 2022.
| Año  | Cifra de negocios | Resultado operativo | Resultado neto | Deuda neta | Plantilla |
| ---- | ----------------- | ------------------- | -------------- | ---------- | --------- |
| 2022 | 35 392            | 1 197               | 1 203          | 10 191     | 238 033   |
| 2021 | 34 609            | 3 431               | 2 069          | 10 233     | 244 980   |
| 2020 | 31 185            | 3 149               | 2 084          | 8 802      | 248 906   |
| 2019 | 25 983            | 889                 | 822            | 6 462      | 249 304   |
| 2018 | 24 699            | 892                 | 798            | 3 442      | 251 219   |
| 2017 | 24 110            | 1 012               | 851            | 3 820      | 253 000   |
| 2016 | 23 294            | 975                 | 849            | 3 719      | 251 000   |
| 2015 | 23 045            | 875                 | 635            | 3 657      | 253 000   |
| 2014 | 22 163            | 719                 | 513            | 4 005      | 258 000   |
| 2012 | 21 658            | 816                 | 479            | 3 460      |           |
| 2011 | 21 341            | 670                 | 478            | 4 544      |           |
| 2010 | 20 939            | 784                 | 550            | 4 822      |           |
| 2009 | 20 527            | 757                 | 531            | 5 535      |           |
| 2008 | 20 829            | 886                 | 529            | 5 760      |           |
| 2007 | 20 819            | 1 285               | 943            | 5800       |           |
| 2006 | 20 100            | 949                 | 789            | 5 917      |           |
| 2005 | 19 274            | 777                 | 557            | 3 800      |           |
| 2004 | 18 677            | 523                 | 374            | 4 700      | 310 000   |

En 2018, los fondos propios (participación del grupo) ascendieron a 12 014 millones de euros, un aumento de 650 millones de euros respecto a 2017. La deuda neta del grupo ascendió a 3442 millones de euros en 2018 ( 3820 millones de euros en 2017). La Poste toma préstamos regularmente en los mercados financieros internacionales y su deuda está altamente calificada, debido a sus importantes activos inmobiliarios y a la garantía del Estado. Esta buena calificación de deuda le permite pagar intereses a un nivel muy modesto.
En noviembre de 2017, La Poste realizó con éxito su primera emisión de bonos verdes por un importe de 500 millones de euros y con un vencimiento a 10 años.

## Personal y plantilla
Después de 1991 y del cambio de estatuto como empresa, La Poste dejó de realizar contrataciones clásicas de funcionarios.Todos los nuevos carteros tienen derecho a un régimen de contratación basado en la legislación laboral.
A partir de 1992 y 1993 La Poste procede también a una nueva clasificación de los puestos y de las responsabilidades en que debían reubicarse los carteros, miembros del cuerpo de las categorías C, B y A que entonces tenían el estatuto de funcionario.
Desde 2018, los carteros tienen derecho a smartphones específicos llamados Facteo que utilizan durante sus recorridos.
En 2019, el Grupo La Poste contaba con una media de 249 394 empleados a lo largo del año. Estos se distribuyeron de la siguiente manera en 2018 :
- 211 603 en la casa madre ;
- 11 091 en Médiapost ;
- 6 392 en Geopost ;
- 5 093 en La Banque postale ;
- 4 660 en Viapost ;
- 1 104 en La Poste Silver ;
- 579 en La Poste Immo ;
- 176 en La Poste Nouveaux services ;
- 155 en otros servicios.

La empresa contrató a 7 799 nuevos empleados con contrato indefinido, de los cuales 4 232 carteros y 4 800 aprendices en 2019. La empresa contaba con un 52 % de mujeres, de las cuales el 38 % ocupaban puestos de dirección. Por otra parte, La Poste empleaba a un 7 % de personas con discapacidad.
En junio de 2019, La Poste fue condenada por préstamo de mano de obra ilegal a una multa de 120 000 euros por el tribunal de grande instance (cámara penal) de Nanterre, tras el fallecimiento, en 2013, de un mensajero sin contrato de trabajo.
- Datos: Q373724
- Multimedia: La Poste (French company) / Q373724